# Laestrygones minutissimus
Laestrygones minutissimus är en spindelart som först beskrevs av Henry Roughton Hogg 1909.  Laestrygones minutissimus ingår i släktet Laestrygones och familjen Desidae. Inga underarter finns listade i Catalogue of Life.